# Франгле
Франгле́, фре́нглиш, франгли́йский (фр. franglais, англ. frenglish) — французско-английский макаронизм, пример слияния языков с одновременным использованием английских и французских слов. Сегодня так иронически называют французский язык, который изобилует англицизмами. 

## Сущность явления
По мнению многих лингвистов, сегодня англицизмы переполняют французский язык. Для описания этого феномена в лингвистике появился специальный термин — франгле, который обозначает французский язык с использованием большого количества английских слов, выражений и конструкций, присущих английскому языку. Франгле — не уникальный случай проникновения англицизмов в другие языки. В силу глобальных процессов, происходящих в мире, наблюдается влияние английского языка на многие другие языки. Так возникли рунглиш, спанглиш, чинглиш и другие.

## История
Исторически сложилось так, что влияние французского языка на английский было более существенным, а не наоборот. В период с XI по XVIII века английский язык вобрал в себя массу лингвистических особенностей французского. Особенно сильно английский язык находился под влиянием французского во время нормандского вторжения в Британию в XI веке. В результате два языка имеют общие грамматические особенности и содержат много похожих слов и конструкций.
Однако с середины XVIII века этот процесс был обращён вспять, и тогда английские слова начали проникать во французский язык. С середины XX века эта тенденция значительно ускорилась благодаря распространению американской массовой культуры.
Так появился франгле, или франглийский язык — двусоставное слово, образованное путём объединения слов «français» и «anglais», которое обозначает пресыщение устной и письменной французской речи заимствованиями из английского языка. Впервые термин использовал в своей статье грамматист Макс Рат в 1959 году. Популяризирован он был пятью годами позднее, в 1964 году, когда Рене Этьембль издал книгу «Parlez-vous franglais?» («Вы говорите по-франглийски?»).

## Типология

### Лексические заимствования
Помимо прямого заимствования английских слов (le week-end, les WC, le fun, l’interview, le buzz, cool, fun) выделяют также заимствование слов, которые изначально пришли в английский язык из французского (например, французское слово деним, использовавшееся для обозначения ткани, из которой изготавливали синие джинсы во французском городе Ним (de Nîmes), прочно укрепилось в английском языке, а затем снова стало использоваться французами). Кроме того, французы образуют новые глаголы, добавляя к английскому слову окончание -er (twitter — писать в твиттер, skyper — звонить по скайпу, forwarder — направлять, liker — любить, zapper — переключать каналы и т. д.).

### Семантическиезаимствования
Иногда французским словам присваивается значение английского «аналога»:
| Французское слово | Английское слово | Значение французского слова | Значение английского слова              | Пример и перевод |
| ----------------- | ---------------- | --------------------------- | --------------------------------------- | --- |
| agenda            | agenda           | календарь, ежедневник       | повестка дня                            | En attendant, je bosse sur un reportage sur l’agenda de la politique étrangère de l’administration. Тем временем я работаю над материалом о повестке дня администрации по международной политике. |
| domestique        | domestic         | домашний, бытовой           | отечественный, национальный, внутренний | Si c’est un vol domestique, tu n’as pas besoin de dire à qui que ce soit le nom des passagers à bord. Если это внутренний рейс, ты не должен сообщать кому-либо имена пассажиров на борту.        |
| réaliser          | realise          | достичь, добиться           | понять                                  | Ça te fait réaliser ce qui compte. Но такие вещи заставляют тебя понять, что действительно имеет значение.                                                                                        |

### Синтаксические заимствования
Французский язык позаимствовал некоторые синтаксические правила английского языка:
- место прилагательного в предложении: «l’actuel gouvernement» вместо «le gouvernement actuel»;
- замена наречий прилагательными: «Il est bien» вместо «Il est bon»;
- инверсия определения имени существительного: «le Nice Jazz Festival» вместо «le Festival de Jazz de Nice»;
- чрезмерное употребление пассивной формы: «des travaux ont été entrepris» вместо «on a entrepris des travaux»;
- чрезмерное использование превосходной степени: «la quatrième meilleure performance mondiale» вместо «la quatrième performance du monde».

### Фразеологическаякалька
| Французское выражение | Английское выражение | Французский эквивалент | Перевод            |
| --------------------- | -------------------- | ---------------------- | ------------------ |
| pour faire court      | to make it short     | bref                   | короче говоря      |
| je care pas           | I don’t care         | je m’en fiche          | мне всё равно      |
| en charge de          | in charge of         | chargé de              | ответственный за   |
| j’agree               | I agree              | je suis d’accord       | хорошо, я согласен |

## Влияние на общество
Сегодня франгле используется повсеместно: в живой речи, в Интернете, на телевидении, в печати, в музыке, в фильмах, в книгах и т. д.
Характерным примером франгле является разговорный вариант квебекского французского языка, распространённый на юго-западе канадской провинции Квебек (от Монреаля до Гатино), при том, что в литературном языке поддерживается высокая степень пуризма. Многие слова английского происхождения записываются фонетически, что делает их внешне французскими и затрудняет распознание английского оригинала (например, pinotte = peanut, литературная форма arachide в квебекском французском или cacahouète во «французском французском»).
Во всяческих журналах появляются не только отдельные слова, но и фразы: Tilda Swinton en 12 looks red carpet (Vogue Paris, 2018).
Названия новых видов спорта: ski freestyle, а не ski libre, snowboard, а не planche sur neige.
Французский сегмент сети Интернет переполнен английскими словами: e-mail (вместо courriel), home page (вместо page d’accueil), news (вместо nouvelles).
В целях борьбы против чрезмерного использования английского языка, в 1994 году был издан закон Тубона для закрепления за французским статуса основного языка.
Языковое законодательство было дополнено «Декретом от 3 июля 1996 г. об обогащении французского языка», составляющим законодательную основу для деятельности терминологических комиссий.

## Критика
Французский писатель Альфред Жильдер утверждал, что такое интенсивное заимствование слов приведёт к «лингвистическому самоубийству». В то же время французский журналист Жак Селар констатировал, что количество английских слов во французском языке не превышает 2 %, и поэтому использование английских слов в речи французов ничем не угрожает французскому языку. Французский лингвист Морис Пернье считал, что причиной такому широкому распространению англицизмов является поддержка определённой части французского населения. А французский исследователь Андре Гус объясняет этот феномен модными тенденциями.

## В массовой культуре

### Примеры из кинематографа
Впервые франгле был использован в массовой культуре в качестве комического приёма в мультипликационном фильме «Odor-able Kitty», в котором франгле используется даже в названии.
В фильме «Розовая пантера», вышедшем в 1963 году, герой Питера Селлерса инспектор Клузо плохо говорит на английском языке, поэтому его речь пестрит всевозможными французскими выражениями.
Сегодня всё чаще названия английских фильмов не переводятся на французский язык: «Bad Company», «Man in Black», «Chicken run», или французские режиссёры дают своим фильмам английские названия: «In transit» Седрика Клапиша, «Subway» Люка Бессона.

### Примеры из музыки
В песне Michelle группы The Beatles используется слияние английского и французского: «Michelle, ma belle, these are words that go together well: ma Michelle».
В песне For me Formidables Шарля Азнавура поётся о трудностях понимания, которые испытывает французский юноша, говоря о своих чувствах англоговорящей девушке.
Песня We’ll never die Милен Фармер: «Tes pauvres mains tendues, tu pries à corps perdu, we’ll never die!».
Песня Histoire de luv K-Maro: «Baby, si je pense à toi lady».